# Ядерный титбит 2
«Ядерный титбит 2» (сокр. «ЯТ 2») — компьютерная игра в жанре приключенческого квеста. Вторая игра, выпущенная компанией «Бука» под маркой «Бяка», специально созданной для такого рода игр. Идею и сценарий игры разработал Даниил Шеповалов, который также принимал участие в создании других игр серии.
Игра была раскритикована обозревателями за игровой процесс, юмор и большое количество пошлости, но некоторые из них отметили неплохую графику и звук.

## Сюжет
Действие игры разворачиваются в 2010 году. Молодые гомосексуалы захватили власть в Москве. Главными запретами стали программирование, секс с женщинами и употребление пива. Оппозицией выступают ФСБ, байкеры и футбольные хулиганы, однако они не добиваются результатов.
Внезапно Москву разрушает стометровый механический заяц, управляемый Дьяволом, переехавшим из Преисподней из-за повышения платы за аренду. Подмосковные поля покрылись радиоактивной крапивой. Аббат Нимало начал откладывать деньги на Пресвятую Боеголовку.
Главная героиня — сестра Антона Творога Стася, которой нужно срочно выбраться из города, пока власть не утилизировала всех женщин.

## Разработка
Первые слухи о возможном будущем продолжении «Ядерного титбита» появились практически сразу же после релиза первой игры в серии, на форуме разработчиков.
Полноценная разработка игры началась в 2005 году, а 13 января 2006 VZ.Lab подтвердили производство. Тогда же была опубликована ориентировочная дата выхода — весна 2006 года.
В мае 2006 было объявлено о переносе игры на третий квартал 2006 года, а через 3 месяца, 16 августа на официальном сайте студии была выложена демо-версия.
22 августа игра была отправлена в печать, тогда же была обнародована окончательная дата выхода — 31 августа 2006.
31 августа, как и планировалось, игра поступила в продажу и распространялась на двух компакт-дисках.

## Рецензии и оценки
| Сводный рейтинг       | Сводный рейтинг |
| Агрегатор             | Оценка          |
| --------------------- | --------------- |
| «Критиканство»        | 38/100          |
| Русскоязычные издания |                 |
| Издание               | Оценка          |
| Absolute Games        | 9 %             |
| Gameplay              | 1/5             |
| StopGame.ru           | 2/5             |
| «Игромания»           | 3,0/10          |
| «ЛКИ»                 | 15 %            |
| «НИМ»                 | 5,8/10          |

Игра получила в основном отрицательные отзывы от критиков. Сводный рейтинг на агрегаторе рецензий «Критиканство» составляет 38/100.
Александр Чепелев из издания Gameplay отмечает «хорошую для русского квеста» графику — присутствие в игре анимированных задних планов, цветокоррекцию и детализированность локаций, но «угловатость» моделей персонажей, — а также хороший подбор музыки и голосов озвучания, но и большое количество багов, при этом критикуя игру за саму концепцию.
Олег Ставицкий из «Игромании» тоже отмечает обилие зависаний, «тормозов» и вылетов на рабочий стол; он раскритиковал игровой процесс за «монотонный перебор несусветного количества предметов». Олегу также не понравился юмор в игре, так как он или состоит из мата и «фраз про женскую грудь», или просто несмешной.
На отсутствие логики в требуемых от игрока действиях обращает внимание и Александр Васнев из «Навигатора игрового мира». Он отмечает, что в игре присутствует цензура матерных выражений в виде «бипов», которая, однако, ничего не скрывает, ведь обсценную лексику всё равно слышно.